# Eric Bibb
Eric Bibb (New York, 16 agosto 1951) è un cantautore statunitense blues.

## Biografia
Originario di New York, figlio di Leon, cantautore folk ed attore statunitense, crebbe in un ambiente permeato dalla tradizione folk.
Si trasferì all'inizio degli anni settanta in Europa dapprima a Parigi collaborando con Mickey Baker poi a Stoccolma dove vive attualmente con la moglie.
Nella sua lunga carriera ha pubblicato oltre trenta album, collaborato con molti artisti tra cui Taj Mahal, Odetta, Charlie Musselwhite, Guy Davis e Bukka White.
Ha ricevuto la nomination al Grammy Award per Shakin' a Tailfeather e varie nomination come miglior artista di blues acustico.

## Discografia

### Album in studio
- Seans the best (1972)
- Rainbow people  (1977)
- Olikalikadant (1978) con Cyndee Peters
- April Fools (1979) con Bert Deivert
- River Road (1980) con Bert Deivert
- Songs For Peace (1982)
- Hello Stranger (1983) con Bert Deivert
- Golden Apples Of The Sun (1983)
- A Collection of Cyndee Peters & Eric Bibb (1993) con Cyndee Peters
- Spirit & The Blues (1994) con i Needed Time
- Good Stuff (1997) con i Needed Time
- Me To You (1997)
- Home To Me (1999)
- Roadworks (1999)
- Just Like Love (2000)
- Painting Signs (2001)
- A Family Affair (2002) con Leon
- Natural Light (2003)
- Sisters & Brothers (2004) con Rory Block e Maria Muldaur
- Friends (2004)
- A Ship Called Love (2005)
- Praising Peace: A Tribute to Paul Robeson (2006) con Leon
- Diamond Days (2006)
- 12 Gates To The City (2006)
- Eric Bibb, A Retrospective ‒ with new studio track, "Trust The Dawn", and live track, "Saucer & Cup" (2006)
- Get On Board (2008)
- Spirit I Am (2008)
- Booker's Guitar (2010)
- Blues Ballads & Work Songs (2011)
- The Haven (2011)
- Booker's Guitar (2011)
- Deeper In The Well (2012)
- Brothers in Bamako (2012) con Habib Koité
- Celebrating Wendell Berry in Music (2013) con Andrew Maxfield [2]
- Jericho Road (2013)
- Migration Blues (2017)

### Album dal vivo
- Live At The Basement (2002)
- An Evening with Eric Bibb (2007)
- Live À FIP (a.k.a. Live At FIP) (2009)
- Troubadour Live With Staffan Astner (2011)